# Georg Zingel
Georg Zingel aus Schlierstadt (1428–1508) (* Schlierstadt, 1428 † Ingolstadt, 26 de Abril de 1508) foi um teólogo católico alemão e filólogo. Estudou na Universidade de Ingolstadt onde tirou o diploma de Magister Artium e Doutorado em Teologia. Foi também professor de teologia e em 1475 foi nomeado reitor da Faculdade de Teologia. Jakob Wimpfeling (1450-1528), Ulrich Zasius (1461-1536) e Jakob Locher (1471-1528) foram alguns de seus adversários, com quem trocou farpas verbais e por escrito.